# El magnate
El magnate es una telenovela estadounidense realizada por Capitalvision International Corporation, para la cadena Telemundo en 1990, bajo la producción de José Enrique Crousillat. Es una adaptación de la telenovela brasileña Novo Amor, escrita por Manoel Carlos.
Es protagonizada por Ruddy Rodríguez, Andrés García y Salvador Pineda , y con la participación antagónica de Laura Fabián.

## Sinopsis
La historia gira en torno a un triángulo amoroso formado por Rodrigo Valverde y Gonzalo Santillán, quienes luchan por conquistar el amor de Teresa.
Rodrigo es un hombre sediento de poder que se casa por interés con Aretusa, una anciana inválida y millonaria. Mientras que Gonzálo es un arquitecto divorciado, que ama a las mujeres hermosas y los autos de carreras.
Ambos tendrán un cambio en sus vidas cuando aparece Teresa, una actriz de cine conocida bajo el nombre de María Fernández. Ella se enamora de Rodrigo, e incitada por su representante, intenta convencerlo de que invierta dinero en su nueva película.
Sin embargo, además de estar casado con Aretusa, Rodrigo es amante de Celeste, una muchacha rebelde y caprichosa. Por otro lado, Gonzálo se enamora de Teresa, pero esto lo llevará a cometer muchas tonterías.
El poder, la ambición y el odio jugarán papeles importantes dentro de este triángulo amoroso, que deberán derribarse para alcanzar la verdadera felicidad.

## Elenco
- Ruddy Rodríguez .... Teresa / María Fernández
- Andrés García .... Gonzálo Santillán
- Salvador Pineda .... Rodrigo Valverde
- Laura Fabián .... Celeste
- Griselda Nogueras .... Aretusa
- Pilar Brescia Álvarez .... Violeta
- Osvaldo Calvo .... Pedro
- Teresa María Rojas .... Elena
- Zully Montero .... Antonia
- Luis Montero .... Agenor
- Manolo Villaverde .... Pedro
- Carmen Mora ..... Francisca
- Mayte Vilán ..... Hortensia
- Larry Villanueva ... Roberto
- Emiliano Diez .....
- Vivian Ruiz ..... Carmen
- Germán Barrios... Ernesto
- Ricardo Pald .... Julio
- Velia Martínez .... Antonieta
- Marylin Romero .... Inés
- Rosa Felipe .... Magdalena
- Eva Tamargo Lemus
- Carlos Cano .... Mayor

## Producción
- Novela original: Manoel Carlos
- Vestuario: Patricia Clay Muelle
- Escenografía: Pablo Anton
- Música incidental: Rey Casas, Raul Rodríguez
- Temas musicales: La gloria y el poder / Teresa
- Intérprete: Braulio
- Iluminación: Luis Cardoso, Fabián Quiroz
- Asistente de dirección: Jairo Arcila
- Dirección: Rodolfo Hoppe
- Producción general: José Enrique Crousillat

## Versiones
- El magnate está basada en la telenovela brasileña Novo Amor, realizada por Rede Manchete en 1986. Fue dirigida por Jardel Mello, Denise Saraceni y Herval Rossano, y protagonizada por Nuno Leal Maia, Renée de Vielmond y Carlos Alberto.

- En 1987, las cadenas colombianas R.T.I. y Cadena Dos realizaron otra versión titulada Brillo, dentro del espacio televisivo El cuento del domingo. Fue dirigida y protagonizada por Pepe Sánchez, junto con Maribel Abello y Cristóbal Errázuriz.